# Командный чемпионат СССР по переписке
Командные чемпионаты СССР по переписке проводились шахматной федерацией СССР с 1966 года. Участвовали шахматисты союзных республик, Москвы и Ленинграда; в каждой команде по 12 шахматистов. В 1—5-м чемпионатах в составе каждой команды 11 мужчин и 1 женщина, в 6-м — 10 мужчин, 1 женщина и 1 юниор, с 7-го чемпионата — 10 мужчин и 2 женщины. С 6-го чемпионата число команд-участниц — 17 (204 участника, 1632 партии). Команда-победительница награждалась переходящим призом — Кубком (команда, выигравшая Кубок 3 раза подряд, получала его навечно); с 3-го чемпионата участники команд, занявшие 1—3-е места, награждались соответственно золотыми, серебряными и бронзовыми медалями. Всего проведено 10 чемпионатов (1967—1994). Чемпионами СССР становились команды РСФСР (6 раз), Москвы (2 раза), Ленинграда и Литвы (по 1 разу). 